# Максвелл, Пэт
Патрик "Пэт" Максвелл (англ. Patrick "Pat" Maxwell; род. 1952 года в Уэбстере, штат Нью-Йорк, США,) — американский конькобежец, специализировался в шорт-треке и конькобежном спорте. Чемпион мира по шорт-треку 1976 года, серебряный призёр чемпионата мира 1976 года.

## Спортивная карьера
Патрик Максвелл начал кататься на коньках в раннем детстве в Рочестере, штат Нью-Йорк. В 1971 году выиграл чемпионат Северной Америки по шорт-треку. А в 1976 году на первом чемпионате мира в Шампейне по шорт треку выиграл серебряную медаль в эстафете на 3000 м и в золотую медаль эстафеты на 5000 м, а в общем зачёте занял 5-е место. В том же году стал тренером зимнего клуба "Саратога" в районе Саратога-Спрингс г. Нью-Йорка. Он участвовал ещё несколько лет в соревнованиях и в 1983 году выиграл национальный чемпионат по шорт-треку.

## Тренерская работа
С 1983 по 1998 года он работал тренером национальной сборной по шорт-треку и провёл более 100 учебных семинаров и развивающие лагеря с момента ухода из соревновании. В 1988 и 1992 годах был главным тренером Олимпийской сборной США, одновременно работая аналитиком в CBS. А в 1994, 1998 и 2002 годах тренером Олимпийской сборной. Пэт был тренером таких спортсменов, как Эми Петерсон и Эрин Портер. Он внёс огромный вклад в конькобежный спорт США и является одним из лучших национальных тренеров. В 2018 году был тренером и директором Олимпийской национальной сборной.

## Награды
- 19 мая 2001 года — введён в Национальный зал Славы конькобежного спорта Олбани, Нью-Йорк.[2]